# Чернышёв, Григорий Петрович
Граф (с 1742) Григо́рий Петро́вич Чернышёв (21 (31) января 1672 — 30 июля (10 августа) 1745, Санкт-Петербург, Российская империя) — русский военачальник и государственный деятель, сподвижник Петра I; родоначальник графов Чернышёвых.

## Биография
Был денщиком Петра I. В 1689 году семнадцатилетним юношей был послан стольником в Симбирск, Астрахань и другие города с царским указом. В 1695 году участвовал в Азовском походе, в Северной войне отличился при взятии Нарвы (1704), командовал пехотным Князя Репнина полком (1703—1708), отличился в Полтавской битве (1709), командовал отрядом при взятии Выборга (1710), после чего стал его первым комендантом (1710—1713), затем возглавил поход в Финляндию (1713—1714). Под его командованием был Московский 65-й пехотный полк.
С 1718 года — член Адмиралтейской коллегии. По окончании Северной войны занимал важные административные посты — губернатора Воронежской (1725—1726) и Лифляндской губерний (1727—1729). В 1721—1722 годах по поручению Петра I провёл перепись податных сословий в Москве и Московской губернии. После смерти императора назначен генерал-кригскомиссаром. В 1725 году, в числе первых девятнадцати, стал кавалером ордена Св. Александра Невского.
В 1730 году назначен сенатором и стал генерал-аншефом. С этого времени активно боролся с членами Верховного тайного совета на стороне императрицы Анны Иоанновны.

### Московский генерал-губернатор

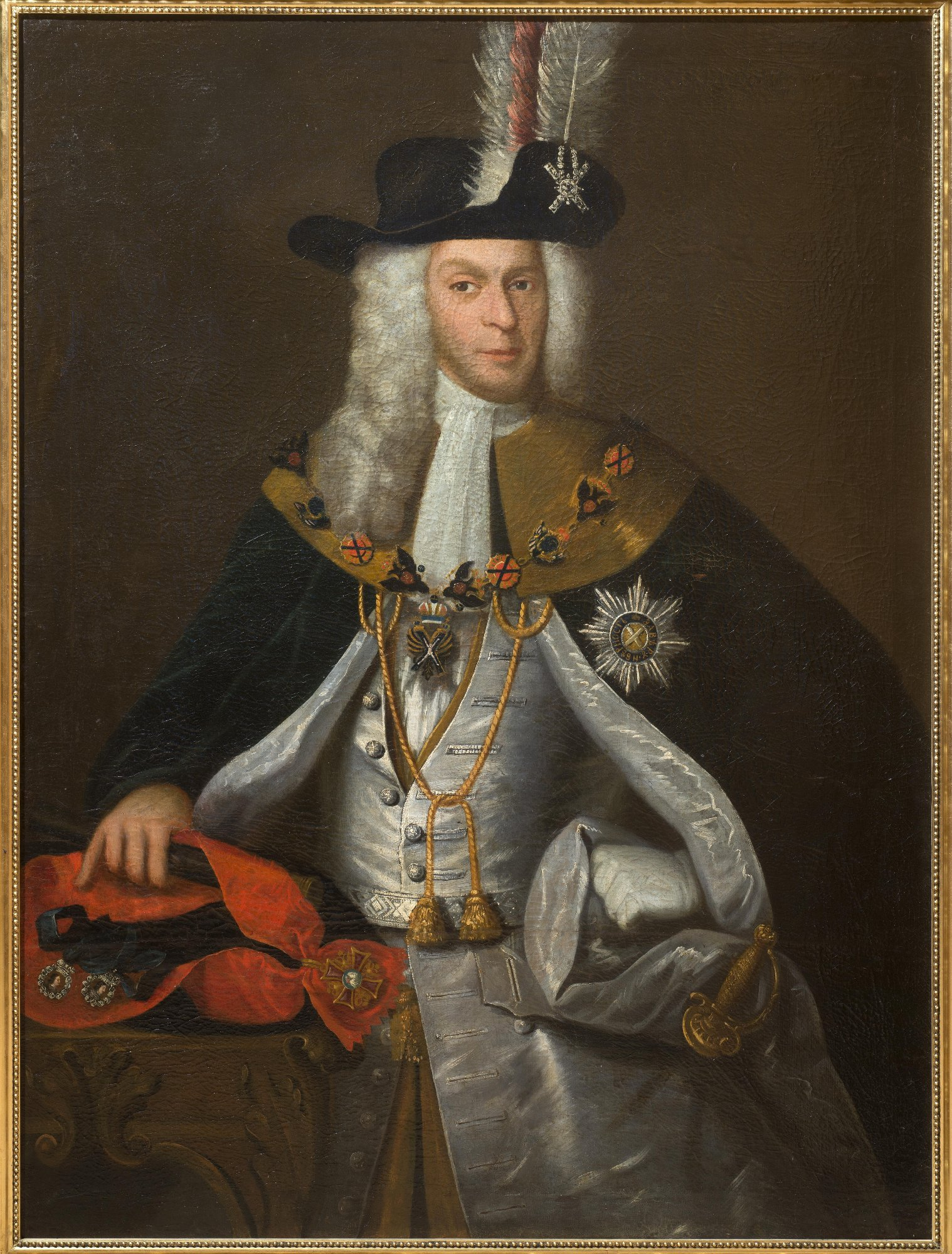
Григорий Петрович Чернышёв, 1740-е гг.

14 сентября 1731 года «определён в Московскую губернию генерал-губернатором», отставлен именным указом от 21 августа 1735 года. При нём было устроено уличное освещение в Москве. Особый указ 1730 года «О сделании для освещения в зимнее время в Москве стеклянных фонарей» предписывал по большим улицам установить на столбах светильники по указанным образцам. Деньги на их устройство отпускала казна, но зажигание ламп и содержание их в исправности вменялось в обязанность жителей близлежащих домов. Через два года Чернышёв доложил в Сенат, что фонари в предписанных местах поставлены.
По Высочайшему указу императрицы Анны Иоанновны организовал в Москве погребение царевны Прасковьи Ивановны (1731).

### Дальнейшая деятельность
С 1740 года вновь в Сенате. Член следственной комиссии по делу А. П. Волынского.
В 1742 году при Елизавете Петровне, по случаю её коронации, получил графский титул и Андреевскую ленту.
Написал записки, содержащие ценные сведения о современных ему событиях. Владел Красным Селом под Выборгом. В 1717 году купил половину вотчины Ярополец в Подмосковье.
Умер в Санкт-Петербурге. Похоронен в Александро-Невской лавре.

## Семья
Его супруга Авдотья Ивановна Чернышёва в юности была метрессой Петра I и заслужила от него прозвание «Авдотьи бой-бабы». Брак состоялся в 1710 году по желанию царя. В приданое от Петра I Авдотья получила 4 тыс. душ крестьян, что весьма обогатило жениха, не имевшего собственного состояния.
Их дети:
1. Наталья Григорьевна (5 апреля 1711- декабрь 1760), с 1734 года замужем за князем Михаилом Андреевичем Белосельским; от этого брака произошли князья Белосельские-Белозерские.
2. Чернышёв, Пётр Григорьевич — дипломат, был посланником, при дворах: Датском, Прусском и Великобританском, и послом при дворе французском. Женат на Екатерине, дочери Андрея Ушакова.
3. Григорий Григорьевич (1717—1750) — бригадир.
4. Чернышёв, Захар Григорьевич (1722—1784) — глава Военной коллегии, генерал-губернатор в Москве и Белоруссии, детей не имел.
5. Анна Григорьевна (9 сентября 1724 — 28 сентябрь 1770) — за статским советником князем Федором Сергеевичем Голицыным, мать князя С. Ф. Голицына.
6. Чернышёв, Иван Григорьевич (1726/1717[6]—1797) — генерал-фельдмаршал по флоту при императоре Павле. 1-й брак — с грф. Елизаветой Осиповной Ефимовской, 2-й — с Анной Александровной Истленьевой.
7. Екатерина Григорьевна (1715/8 сентября 1734 — 21 августа 1791). За майором Николаем Кирилловичем Матюшкиным (1739), во втором браке — за генералом П. Гр. Племянниковым. Владела участком на Ваганьковском холме, где был построен Пашков дом.
8. Марья Григорьевна — за Михаилом Дебрянским.

## Источник
- Чернышев, Григорий Петрович // Русский биографический словарь : в 25 томах. — СПб.—М., 1896—1918.